# Wiewiórczyn (województwo kujawsko-pomorskie)
Wiewiórczyn – wieś w województwie kujawsko-pomorskim, w powiecie żnińskim, w gminie Rogowo.
W latach 1975–1998 miejscowość należała województwa bydgoskiego. Według Narodowego Spisu Powszechnego (III 2011 r.) liczyła 157 mieszkańców. Jest piętnastą co do wielkości miejscowością gminy Rogowo.
Wiewiórczyn był wsią szlachecką, należącą w przeszłości do parafii w Izdebnie. Na terenie wsi zlokalizowany jest nieczynny cmentarz ewangelicki.

## Historia
- W roku 1247 po raz pierwszy pojawia się nazwa Wiewiórczyn w pisowni średniowiecznej[5]
- W roku 1577 nastąpił pobór podatków od 1 zagrodnika i 3 śladów[6]
- W roku 1579 nastąpił pobór podatków od 3 zagrodników i 9 śladów osiadłych[6]
- W roku 1618 nastąpił pobór podatków od 2 zagrodników i 3 łanów osiadłych w wysokości 3 fl i 8 gr[6]
- Około roku 1710 we wsi istniał ćwierćdym,
- W roku 1775 wieś miała 9 kominów, w tym jeden sołecki i należała do Adama Potockiego,
- w roku 1788 we wsi było prawdopodobnie 9 dymów,
- W roku 1920 dekretem ministra byłej dzielnicy pruskiej w sprawie ustalenia i zmian nazw miejscowości powiatu żnińskiego przywrócono nazwę wsi do Wiewiórczyna z nazwy Weldin[7]